# کی به کیه؟
کی به کیه؟ فیلمی به کارگردانی رضا کریمی و نویسندگی رضا کریمی و عزیزالله بهادری محصول سال ۱۳۳۹ است.
این فیلم در زمرهٔ آثار نایاب و یا کم‌یاب سینمای ایران قرار دارد و اطلاعات موجود دربارهٔ آن محدود است.

## خلاصه داستان
دو نوازنده وقتی نمی‌توانند کاری برای خود بدست آورند، لباس زنانه پوشیده و وارد خانهٔ زن ثروتمندی می‌شوند که همهٔ مستخدمانش زن هستند؛ چون خانم خانه از مردها به شدت متنفر است…

## بازیگران
- غلامعلی روانبخش
- عزت حسنعلی
- رضا کریمی
- عبدالله محمدی
- نیکتاج صبری
- ناهید پران
- رقیه چهره‌آزاد
- تاج‌الملوک احمدی
- حسین امیرفضلی
- عزت‌اله مقبلی
- همایون